# Ичкова кућа
Ичкова кућа је споменик културе. Представља културно добро од великог значаја за Београд и налази се у Земуну у улици Бежанијска бр. 18.

## Опис
Ичкова кућа у Земуну је подигнута 1793. године. Састоји се од подрума, приземља и делимичног спрата формираног од мансардног високог крова. Обликована је у стилу класицизма. Двотрактног је типа и двојне намене. У приземљу је била кафана „Краљевић Марко“, док је спрат коришћен за становање. Током времена је преправљана. Комплетна реконструкција и ревитализација је извршена осамдесетих година прошлог века. Има све одлике репрезентативне градске куће с краја осамнаестог века. Позната је као Ичкова кућа јер је у њој боравио устанички дипломата и трговац Петар Ичко, који је после увођења дахијске управе морао из Београда да пређе у погранични Земун. Ичкова улога је битна за припрему Првог српског устанка 1804. године. Петар Ичко био је трговачки конзул и посредник између земунских, солунских и других трговаца. У Земуну је боравио од 1802-1803. године. Зграда представља једну од најстаријих сачуваних кућа и сведочанство урбаног развоја Старог језгра Земуна.

## Галерија
- Изглед из Бежанијске улице
- Угао Бежанијске и Светосавске улице
- Изглед из Светосавске улице
- Детаљ улазна врата дворишта
- Двориште
- Двориште
- Двориште
- Двориште